# Канизи (Лече)
Канизи (итал. Canisi) је насеље у Италији у округу Лече, региону Апулија.
Према процени из 2011. у насељу је живело 422 становника. Насеље се налази на надморској висини од 43 м.